# 穴川町
穴川町（あながわちょう）は千葉県千葉市稲毛区の地名。郵便番号は263-0025。

## 地理
稲毛区域南部に位置し、北は園生町、東は天台5丁目、西は穴川4丁目、北西は小仲台4丁目、南は穴川3丁目と接する。

面積は約0.03km2と稲毛区の町丁では最も狭小である。

## 歴史

### 町名の由来
寛保の時代より当地付近が「穴川野地」と呼ばれていたことに由来する。

### 沿革
- 1921年1月1日 千葉市の市制施行により、千葉市大字千葉の一部となる。
- 1936年9月15日 穴川町を設定。千葉市穴川町となる。
- 1956年2月1日 一部を轟町へ分離。
- 1964年1月1日 町域の一部が住居表示施行により穴川として分離。
- 1992年4月1日 千葉市の政令指定都市移行に伴い稲毛区を設置。千葉市稲毛区穴川町となる。

## 世帯数と人口
2017年（平成29年）9月30日現在の世帯数と人口は以下の通りである。
| 町丁   | 世帯数 | 人口  |
| ------ | ------ | ----- |
| 穴川町 | 70世帯 | 120人 |

## 小・中学校の学区
市立小・中学校に通う場合、学区は以下の通りとなる。
| 番地 | 小学校             | 中学校             |
| ---- | ------------------ | ------------------ |
| 全域 | 千葉市立轟町小学校 | 千葉市立轟町中学校 |

## 交通

### 鉄道（モノレール）
町域東端を千葉都市モノレールが通過し、以下の駅が設置されている。
- 穴川駅

### バス路線
町域に設置されているバス停も併記する。
ちばシティバス
- 作草部線(休止中)

「園生交差点」
京成バス
- 宮野木小学校線(稲11)

「園生交差点」
- あやめ台団地線(稲01,稲02)

「園生交差点」、「穴川駅」
- あやめ台団地線(稲03)

「穴川駅」
- ファミールハイツ線(稲21)

「園生交差点」
- 長沼原線(稲31,稲32,稲33)

「穴川駅」

### 道路
- 国道126号
- 千葉県道72号穴川天戸線
- 千葉県道133号稲毛停車場穴川線

## 施設
- 穴川花園幼稚園
- 円福寺
- 光明寺